# پتروشیمی آبادان
در اواخر سال ۱۳۴۲ انستیتو نفت فرانسه از طریق سازمان برنامه و بودجه مأمور شد تا در مکان ایجاد صنایع پتروشیمی در ایران مطالعات جامعی به‌عمل آورد. این مطالعات منجر به تأسیس شرکت سهامی پتروشیمی آبادان با مشارکت ۷۴٪ سهم شرکت ملی پتروشیمی و ۲۶٪ سهم شرکت بی‌اف‌گودریچ آمریکا گردید. در سال ۱۳۴۶ عملیات ساختمانی مجتمع توسط شرکت لاماس آمریکا آغاز و در سال ۱۳۴۸ رسماً به بهره‌برداری رسید.

## تأسیس پتروشیمی
پس از کشف نفت توسط بریتانیا و استخراج آن در ایران لزوم احداث کارخانه‌های بالادست مبدل جهت جلوگیری از خام فروشی در کشور احساس شد و پس از تأسیس پالایشگاه آبادان به عنوان نخستین پالایشگاه ایران و با توجه به وجود گاز فراوان همراه با نفت استخراجی و همچنین کشف میادین گازی در سال‌های پسین کشور نیاز به محصولات پتروشیمی را احساس کرد و در سال ۱۳۴۲ انستیتو نفت فرانسه از طریق سازمان برنامه و بودجه مأمور شد تا مکان‌یابی ایجاد صنایع پتروشیمی در ایران را بررسی کند؛ و با توجه به نزدیکی آبادان به میادین نفتی و همچنین وجود خط لوله‌های نفت از قبل احداث شده برای پالایشگاه آبادان و دسترسی به منابع آب شیرین دائمی به دلیل مجاورت آبادان با رودخانه اروند رود این مطالعات منجر انتخاب شهر آبادان و به تأسیس شرکت سهامی پتروشیمی آبادان با مشارکت ۷۴٪ سهم شرکت ملی پتروشیمی و ۲۶٪ سهم شرکت بی‌اف گودریج آمریکا گردید.
و در سال ۱۳۴۶ به دلیل اینکه درون کشور هیچ‌گونه تجربه ساخت مجمتع‌های پتروشیمی وجود نداشت عملیات ساختمانی مجتمع توسط شرکت لاماس آمریکا آغاز و تنها پس از دو سال در سال ۱۳۴۸ رسماً به بهره‌برداری رسید.

## محصولات پتروشیمی
ظرفیت اولیه پتروشیمی آبادان ۵۴ هزارتن در سال بود که شامل تولید سالانه ۲۰۰۰۰ تن پی‌وی‌سی، ۱۰۰۰۰ تن دودسیل بنزن و ۲۴۰۰۰ تن سود سوزآور بوده‌است. در سال ۱۳۵۴ طرح گسترش به منظور افزایش تولید پی‌وی‌سی به۶۰۰۰۰ تن در سال به اجرا درآمد.

## پتروشیمی پس از انقلاب
مجتمع پتروشیمی آبادان پس از انقلاب ۵۷ به فعالیت خود بدون وقفه خاصی ادامه داد اما با شروع جنگ ایران و عراق و هم‌مرز بودن شهر آبادان با کشور عراق به‌طور روزانه هدف اصابت تعداد زیادی راکت و موشک‌های عراقی قرار گرفت و به‌طور کامل ویران شد.
اما در سال ۱۳۶۷ پس از پایان جنگ عملیات بازسازی پتروشیمی آبادان آغاز گردید و مهندسان متخصص مجتمع توانستند آن را مجدداً راه اندازی و وارد چرخه تولید کشور بکنند.
در حال حاضر مهم‌ترین محصول تولیدی این پتروشیمی پی‌وی‌سی است که تولید این محصول در سال ۱۳۸۴ به حدود ۶۰۰۰۰ تن افزایش یافت؛ و با توجه به سرمایه‌گذاری و برنامه‌ریزی مدیران این مجتمع جهت توسعه و گسترش آن و رسیدن به تولید سالانه ۱۱۰۰۰۰ تن پی وی سی جز اهداف طرح توسعه مجتمع
در طی چند سال آینده می‌باشد.

## وقایع
صبح روز پنجشنبه ۷ تیر ۱۳۹۷ آتش‌سوزی نسبتاً بزرگی در تأسیسات پتروشیمی آبادان رخ داد. در این حادثه ۱ نفر جان خود را از دست داد و ۱۸ نفر نیز زخمی شدند که ۱۰ نفر به بیمارستان‌های اهواز و آبادان منتقل شده‌اند و یک نفر نیز در وضعیت وخیمی بسر می‌برد که به تهران
منتقل شده‌است.
از علت وقوع این حادثه اطلاعی در دست نیست.